# مازن غنايم
مازن غنايم (بالعبرية: מאזן גנאים) (ولد عام 1952) هو سياسي ورجل أعمال ولاعب كرة قدم سابق ونائب سابق في الكنيست الاسرائيلي، يشغل منصب رئيس بلدية سخنين ورئيس اللجنة القطرية لرؤساء السلطات المحلية العربية في اسرائيل. 
شغل منصب رئيس بلدية سخنين كذلك منذ عام 2008 إلى 2018، وهي إحدى أكبر المدن العربية داخل اسرائيل، وانتخب عام 2013 رئيس للجنة القطرية للسلطات العربية في إسرائيل (وهي هيئة عليا تجمع وتمثل قيادات السلطات المحلية العربية المنتخبة، تم تشكيلها عام 1974)، اعيد انتخابه لرئاسة البلدية وراسة اللجنة القطرية عام 2024.
شغل منصب رئيس إدارة فريق اتحاد أبناء سخنين بين عامي 1994-2008، وخلال فترته أوصل الفريق من الدرجة الثانية إلى الفوز بكأس الدولة في موسم 2003/2004. 
ترشح لانتخابات الكنيست الاسرائيلية عام 2019، ضمن حزب التجمع الوطني الديمقراطي، حيث انتخب للمكان الثالث ومن ثم جاء ترتيبه في المكان السادس ضمن تحالف عقد بين الحركة الإسلامية والتجمع والذي ذهب اليه الحزبين بعد انقسام القائمة المشتركة عام 2019.